# Parti communiste libanais
Le Parti communiste libanais (en arabe : الحزب الشيوعي اللبناني (Alhizb alshuyueiu allubnaniu)) a été fondé en 1924 par Youssef Ibrahim Yazbeck et Fouad Chemaly. Il est dissous en 1948 et interdit jusqu'en 1971. Au cours de son histoire, le parti s'oppose militairement à plusieurs reprises aux troupes israéliennes, et se bat avec les partis palestiniens et nationalistes arabes pendant la guerre civile libanaise.

## Histoire

### Fondation
Le Parti communiste libanais fut officiellement fondé le 24 octobre 1924, dans la ville de Hadath située dans la banlieue sud de Beyrouth. La cérémonie de fondation vit la présence de nombreux intellectuels, penseurs, écrivains et journalistes qui prônaient l'esprit de la 'Révolution Française' en matière d’égalité ou de fraternité et dont les idées étaient très librement inspirées de Karl Marx et Friedrich Engels. Mais il reste avant tout un parti ouvrier ; ainsi les syndicats étaient présents en force à sa fondation. De plus, il convient de relever que le Parti communiste comprenait dans ses rangs une solide ossature de minorités, globalement laissées pour compte. Ou récentes victimes expiatoires d’épurations ethniques, voire de génocide, comme les Arméniens.
Afin d’éviter toute censure basée sur l’accusation de bolchevisme, on le dénomma initialement Parti du Peuple libanais. Malgré cette manœuvre, il fut déclaré illégal. À l'origine, il constitue la branche libanaise du Parti communiste de la Syrie et du Liban, les deux pays étant sous mandat français.
Le communisme libanais trouve principalement ses origines dans le sud du pays, historiquement pauvre et à majorité chiite. Dès les années 1930, le Parti communiste s'oppose à la Haganah, organisation paramilitaire sioniste, qui tente de favoriser, y compris par la violence, l'implantation de colons juifs au détriment des paysans locaux. Le parti perd en 1936 son premier « martyr », Assaf Al-Sabbagh, tué par la Haganah. La Garde populaire, premier noyau de résistants communistes, est créée afin de lutter contre les attaques sionistes sur les villages du sud.
Les communistes libanais s’appliquent à dénoncer la propagande diffusée par les fascistes italiens et les nazis allemands dans les pays arabes. Dans un article publié par la revue Al-Taliʻa, l’écrivain communiste Raif Khoury réfute l’idée que le fascisme se proposait de libérer les Arabes du joug de la colonisation britannique et française, affirmant que le fascisme « croyait fermement en la colonisation et se préparait pour la conquête ». En mai 1937, un groupe d’intellectuels communistes et de démocrates constitua, au Liban et en Syrie, la Ligue de lutte contre le fascisme.
Dès le milieu des années 1940, le Parti communiste commence à jouer un rôle significatif dans la vie politique libanaise et milite activement pour l'indépendance. Celle-ci acquise, il contribue largement à la création de la Confédération générale des travailleurs du Liban ainsi qu’à la lutte pour imposer l’adoption d’un code du travail, le premier du genre dans le monde arabe, fixant les heures de travail, interdisant le licenciement arbitraire ou encore prévoyant des indemnités de fin de service.
Concernant les conflits internationaux, il se range du côté de l'Union soviétique face aux États-Unis, dénonce le pacte de Bagdad initié par Foster Dulles, un traité que le PCL considérait comme impérialiste, et soutient la cause palestinienne.
Il s'allie aux mouvements nassériens et autres nationalistes arabes ou progressistes, tout en s'opposant aux gouvernements libanais et syrien d’alors, lesquels ont interdit et fermé ses médias. Au Liban, les militants arrêtés sont détenus dans un camp à Baalbeck. Néanmoins, au début des années 1950, sa clandestinité n’est plus que de pure forme. Les autorités comment à fermer les yeux sur ses activités, bien qu'il soit toujours officiellement interdit. Il fait ainsi reparaître,une publication, al-Sarkha (Le Cri), d’abord hebdomadaire puis quotidienne. Puis, en 1954, la revue al-Akhbar (Les Nouvelles) et le quotidien al-Nida’ (L’Appel) à partir de 1958.

### Années 1960–1970
La scission entre les deux branches du Parti communiste syro-libanais intervient dans les années 1960 en raison de divergences politiques, en particulier autour de la cause panarabe que les communistes libanais défendaient au contraire de leurs camarades syriens. 
Le PCL prend ses distances avec le modèle soviétique, rejetant le système de parti unique et défendant le pluralisme, refusant aussi que des paysans soient forcés d’intégrer un quelconque kolkhoze.
En 1967, il compte 75 000 adhérents, soit 3 % de la population, ce qui fait de lui le plus grand parti libanais de l’époque. Il forme le Mouvement national avec le Parti socialiste progressiste de Kamal Joumblatt et d'autres partis de gauche.
Dans les années 1970, le parti se montre sensible à la question de l’unité arabe et reconnaît le rôle central de la question palestinienne dans le « mouvement arabe de libération ». Le congrès de janvier 1972 appelle à l’unité, non pas des seuls partis communistes, mais de toutes les forces « progressistes » : Organisation de libération de la Palestine (OLP), Union socialiste arabe (le parti "nassérien" d’Égypte), Front national de libération yéménite, Baas irakien et syrien, etc. Le PCL dénonce par ailleurs les régimes « réactionnaires » de la région, tels que l'Arabie saoudite et Israël.
En 1973, George Hawi prend la tête du parti. Quand Tsahal pénètre à Beyrouth le 16 septembre 1982, George Hawi lance l'appel à la résistance, qui sera suivi d'effets, Tsahal étant obligée de se retirer peu après de la capitale. Le PCL et deux autres partis de gauche, l’Organisation de l'action communiste au Liban (OACL) et le Parti d'action socialiste arabe, créent le Front de la résistance nationale libanaise, ou Jammoul selon l’acronyme arabe. Juste après la guerre et pendant les élections générales, le Parti communiste obtient près de 15 % des voix mais ne réussit à obtenir aucun siège au Parlement, du fait du système particulier de ces élections. Pendant la guerre civile, le PCL est l'un des premiers partis politiques à organiser la résistance face à Israël avec le Parti Baas et le Parti social-national syrien, de rivaux devenus alliés, qui créent un troisième bloc, laïque, face aux deux autres blocs musulman et chrétien.

### Votes en baisse
De nombreux militants communistes rejoignent le Hezbollah à partir des années 1990. Le PCL avait pourtant des rapports très tendus avec celui-ci pendant la guerre civile, avant que le parti chiite évolue vers des positions plus modérées. Il abandonne le monopole de la résistance armée au Hezbollah, quitte à faire partie, comme d’autres formations progressistes ou prosyriennes, d’une brigade de soutien rattachée militairement au parti chiite.
Les assassinats de nombreux responsables du parti, la chute de l'Union soviétique et la perte d’indépendance du mouvement syndical à partir du milieu des années 1990 semblent expliquer l'affaiblissement que subit le PCL.
Dès 1994 le parti chute dans les sondages et les intentions de vote. Il passe de 18 % en 1992 à 1,5 % en 2004 - son point le plus bas - pour remonter à 4 % en 2007. Le courant socialiste démocrate, appelé « secours » et qui a fait une scission au sein du parti frôle les 6 % dans les intentions de vote.
Le 21 juin 2005, l'ancien secrétaire général du parti, George Hawi, est assassiné à Wata al-Mousseitbeh au centre de la capitale.

### Période récente
Malgré l'assassinat de Hawi, et la mise en accusation de la Syrie par le gouvernement Siniora, le Parti communiste se retrouve dans l'opposition, aux côtés du Hezbollah, du Courant patriotique libre (CPL) et d'autres mouvements considérés « pro-syriens » par leurs adversaires. Le PCL participe au projet élaboré par le Hezbollah et le CPL qui propose aux Libanais de régler les conflits entre eux et sans ingérence de l'Occident. Il propose par ailleurs une réforme du système politique libanais comprenant l'adoption d'une loi électorale entièrement basée sur la proportionnelle, la baisse de l'âge de vote à 18 ans et le rejet du sectarisme confessionnel. En 2007, il existe deux courants au sein du parti, le courant social-démocrate et le courant socialiste dirigiste dont le secrétaire général, Khaled Hadada, fait partie.
En 2006, durant la guerre entre Israël et le Liban, les communistes combattent avec l’armée nationale, le Hezbollah, le Amal et les nationalistes arabes contre les troupes israéliennes.
En 2015, dans le contexte d’accroissement de la menace terroriste, le Parti communiste réactive des patrouilles armées afin d'épauler l'armée libanaise et le Hezbollah contre les groupes Daech et Front al-Nosra.
Le Parti communiste prend part en 2019 et 2020 aux manifestations visant le système confessionnel, la corruption et les inégalités sociales. Avec les formations politiques situées les plus à gauche du mouvement (mouvement Citoyens et citoyennes dans un État, Mouvement des jeunes pour le changements, Mouvement du peuple, Organisation populaire nassérienne), il soutient l'idée d'une restructuration de la dette interne auprès des banques afin de sauver l'économie, d’alléger la dette de l’État et de réorienter une partie de son budget en faveur des classes populaires. En outre, il entend défendre la création d'un État démocratique et laïc, une réforme du système électoral, le passage d’une économie rentière à un modèle productif, ou encore le développement de la protection sociale.

## Informations diverses
Le Parti communiste libanais est le plus ancien des partis politiques libanais.
C'est un parti puissant dans la muhafazah du Sud-Liban et dans le mont Liban, surtout dans l'ancien fief communiste de Hosrayel et à Jbeil.